# Алтынемельский сельский округ
Алтинемельський сельский округ (каз. Алтынемел ауылдық округі , Алтынемел ауылдық округа, рус. Алтынемельский сельский округ , Алтынемельский сельский округ) — административная единица в составе Кербулакского района Жетысуской области Казахстана . Административный центр — село Алтынемель .
Население — 2132 человека (2009 ; 2196 в 1999).

## Состав
В состав округа входят такие населенные пункты:
| Населенный пункт  | Население, человек (1999) | Население, человек (2009) |
| ----------------- | ------------------------- | ------------------------- |
| Алтынемель, село  | 1031                      | 1040                      |
| Байгазы, село     | 379                       | 357                       |
| Карлыгаш, село    | 177                       | 160                       |
| Кизилшкол, село   | 394                       | 353                       |
| Тастибастау, село | 215                       | 222                       |